# Wasserturm Zabrze

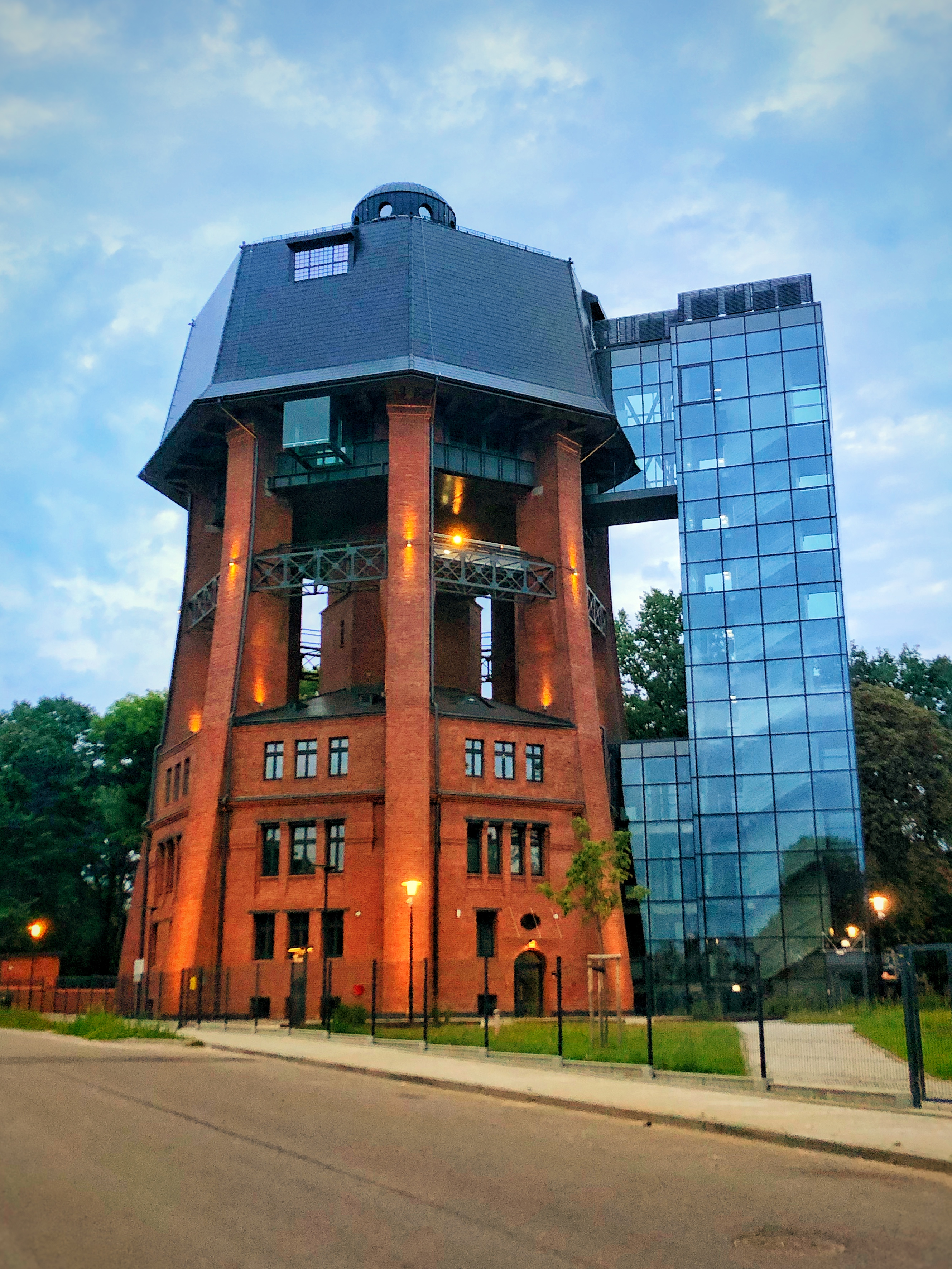
Der renovierte Wasserturm 2021

Der Wasserturm in Zabrze an der ulica Jana Zamojskiego 2 im ehemaligen Hindenburg (Oberschlesien) wurde zwischen 1909 und 1911 nach Plänen des Architekten August Kind und des Stadtbaurats Friedrich Loose erbaut.

## Architektur
Der 46 Meter hohe Wasserbehälter steht auf acht Eckpfeilern und einem mittleren Pfeiler. Er ist mit einem Mansarddach bedeckt, das von einer Laterne bekrönt wird. In den unteren Stockwerken befanden sich ursprünglich Büros und Wohnungen.

## Geschichte
Die Stadt Zabrze plante einst, im Gebäude ein Museum einzurichten. Als diese Pläne nicht umgesetzt wurden, sollten Loftwohnungen gebaut werden. Doch auch diese Pläne wurden über mehrere Jahre nicht realisiert und der Turm schließlich erneut verkauft. 2017 wurde dieser vom Kohlebergbaumuseum gekauft.
Ab 2018 wurde der Turm renoviert, eine Aussichtsplattform, ein Café und eine interaktive Ausstellung über den Kohlebergbau der Region mit dem Namen Carboneum wurden im Gebäude eingerichtet. Ein Anbau aus Glas mit Treppenhaus wurde seitlich angebaut. Das Außengelände wurde ebenfalls neu gestaltet.

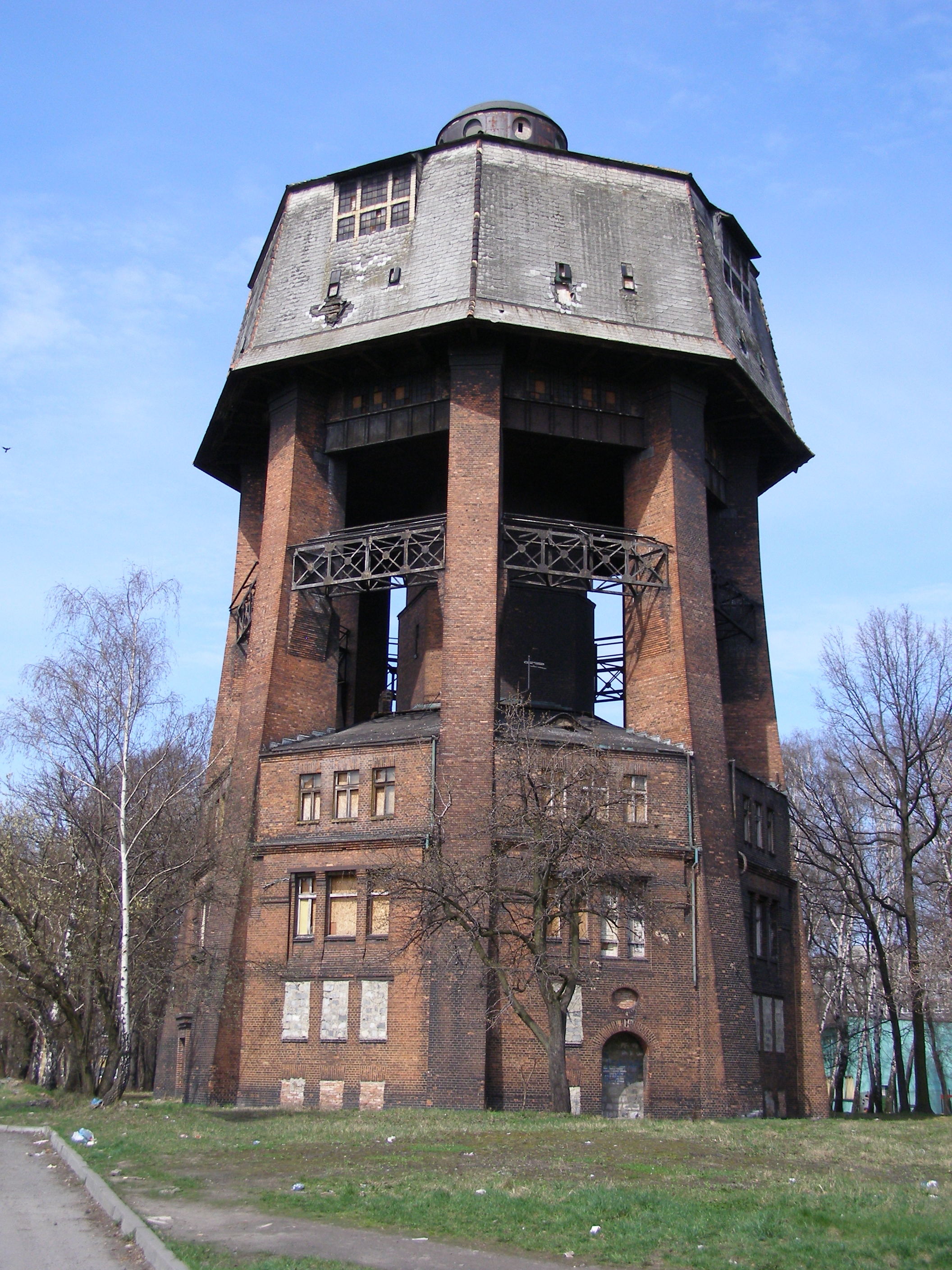
Der Wasserturm vor der Renovierung
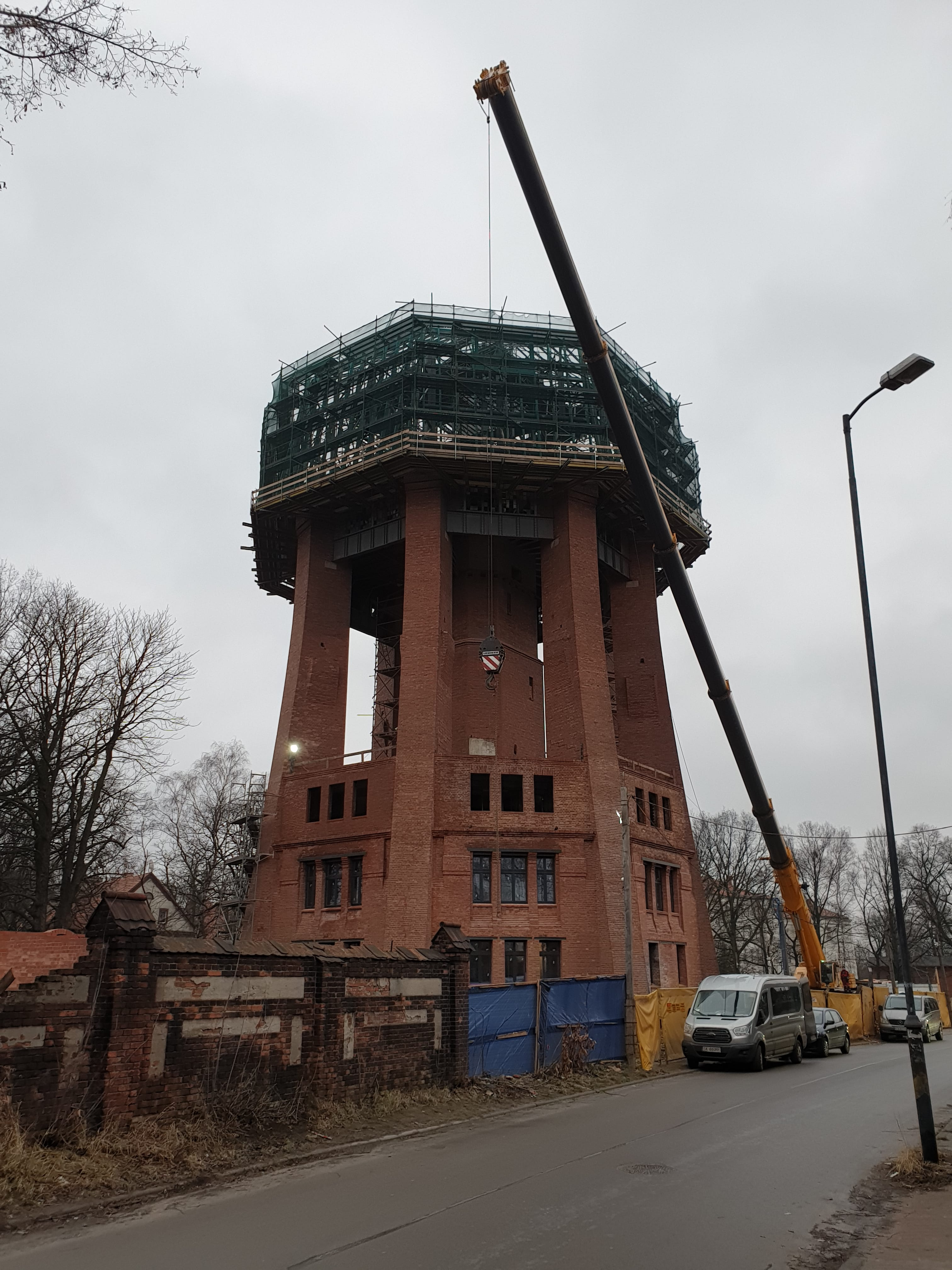
Der Turm während des Umbaus 2019